# 小行星16114
小行星16114（16114 Alyono）是一颗绕太阳运转的小行星，为主小行星带小行星。该小行星于1999年12月6日发现。

## 轨道参数
小行星16114的轨道半长轴为2.4051225 UA，离心率为0.201。